# Demigod (album)
Demigod is het zevende studioalbum van Behemoth. In dit album heeft Behemoth haar zoveelste grote wijziging aangebracht merkbaar in de muziek en tekstuele themathiek, Behemoth is zowat een deathmetalband geworden met complexe songstructuren, lichte Black metalinvloeden (minder dan in de voorgangers) en Midden-Oosterse folkinvloeden door het gehele album (net zoals in haar voorganger Zos Kia Cultus - Here and Beyond). Teksten nu draaien vooral om occultisme, Thelema en heidendom (met de nadruk op de oude godsdienst van Babylonië wat nieuw is in Behemoths geval).
Gitarist Karl Sanders (van Nile) draagt aan het album een steentje bij door een gitaarsolo uit te voeren in de song XUL.

## Tracklist
1. Sculpting the Throne ov Seth (Behemoth, Nergal, Seth) - 4:41
2. Demigod (Behemoth, Nergal) - 3:31
3. Conquer All (Behemoth, Nergal) - 3:29
4. The Nephilim Rising (Azarewicz, Behemoth, Nergal) - 4:20
5. Towards Babylon (Behemoth, Nergal) - 3:21
6. Before the Æons Came (Behemoth, Nergal, Swinburne) - 2:58
7. Mysterium Coniunctionis (Hermanubis) (Azarewicz, Behemoth, Nergal) - 3:40
8. Xul (Behemoth, Nergal, Sanders) - 3:11
9. Slaves Shall Serve (Azarewicz, Behemoth, Nergal) - 3:04
10. The Reign ov Shemu-Hor - (Behemoth, Nergal) - 8:26